# Грегорі Мертенс
Грегорі Мертенс (нід. Gregory Mertens, нар. 2 лютого 1991, Андерлехт, Бельгія — пом. 30 квітня 2015, Генк, Бельгія) — бельгійський футболіст, захисник футбольних клубів «Серкль» та «Локерен», екс-гравець молодіжної збірної Бельгії.

## Життєпис
Грегорі Мертенс народився в Андерлехті. Починав займатися футболом у однойменній команді, згодом тренувався у юнацькій академії клубу «Ділбек». З 2006 року перебував у системі «Гента», залучався до тренувань з першою командою, однак жодного разу на полі так і не з'явився, обмежившись перебуванням на лаві запасних.
У 2010 році перейшов до лав «Серкля» (Брюгге). Починаючи з сезону 2011/12 став одним з основних гравців клубу. Викликався до табору молодіжної збірної Бельгії. У сезоні 2012/13 дійшов разом з клубом до фіналу кубка країни.
З 2014 року — гравець «Локерена». У дебютному сезоні здобув Кубок Бельгії та отримав шанс спробувати свої сили у Лізі Європи 2014/15. Брав участь у трьох поєдинках групового етапу, зокрема у матчі проти харківського «Металіста» на «Арені Львів».
27 квітня 2015 року під час матчу чемпіонату Бельгії між «Генком» та «Локереном» Грегорі Мертенсу стало зле і він знепритомнів прямо на полі. Лікарі діагностували зупинку серця і після проведення серцево-легеневої реанімації футболіста доправили до однієї з клінік Генка, де його ввели у стан штучної коми. На жаль, усі зусилля лікарів виявилися марними і 30 квітня близько 16:30 за місцевим часом Грегорі Мертенс помер. Слід відзначити, що до цього жодних проблем із серцем у гравця не було і він успішно склав усі фітнес-тести УЄФА.
Наступного дня після смерті Мертенса футболісти «Локерена» вшанували пам'ять партнера по команді, вийшовши перед матчем з «Вестерло» у футболкам з прізвищем Мертенса та 4 номером, під яким він грав. Вболівальники клубу також влаштували скорботну акцію через смерть Грегорі.

## Досягнення
- Володар Кубка Бельгії (1): 2013/14
- Фіналіст Кубка Бельгії (1): 2012/13

## Статистика виступів
| Сезон               | Команда             | Чемпіонат           | Чемпіонат | Чемпіонат | Кубок | Кубок | Кубок | Єврокубки | Єврокубки | Єврокубки | Інші кубки | Інші кубки | Інші кубки | Всього | Всього |
| Сезон               | Команда             | Змаг.               | Матчі     | Голи      | Змаг. | Матчі | Голи  | Змаг.     | Матчі     | Голи      | Змаг.      | Матчі      | Голи       | Матчі  | Голи   |
| ------------------- | ------------------- | ------------------- | --------- | --------- | ----- | ----- | ----- | --------- | --------- | --------- | ---------- | ---------- | ---------- | ------ | ------ |
| 2010—2011           | «Серкль»            | ЖЛ                  | 4         | 0         | КБ    | 0     | 0     | —         | —         | —         | —          | —          | —          | 4      | 0      |
| 2011—2012           | «Серкль»            | ЖЛ                  | 35        | 2         | КБ    | 2     | 0     | —         | —         | —         | —          | —          | —          | 37     | 2      |
| 2012—2013           | «Серкль»            | ЖЛ                  | 15        | 2         | КБ    | 5     | 2     | —         | —         | —         | ПО         | 5          | 3          | 25     | 7      |
| 2013—2014           | «Серкль»            | ЖЛ                  | 19        | 1         | КБ    | 3     | 0     | —         | —         | —         | —          | —          | —          | 22     | 1      |
| Всього в «Серклі»   | Всього в «Серклі»   | Всього в «Серклі»   | 73        | 5         |       | 10    | 2     |           | 0         | 0         |            | 5          | 3          | 88     | 10     |
| 2013—2014           | «Локерен»           | ЖЛ                  | 14        | 0         | КБ    | 3     | 0     | —         | —         | —         | —          | —          | —          | 17     | 0      |
| 2014—2015           | «Локерен»           | ЖЛ                  | 14        | 0         | КБ    | 1     | 0     | ЛЄ        | 3         | 0         | —          | —          | —          | 18     | 0      |
| Всього в «Локерені» | Всього в «Локерені» | Всього в «Локерені» | 28        | 0         |       | 4     | 0     |           | 3         | 0         |            | 0          | 0          | 35     | 0      |
| Всього за кар'єру   | Всього за кар'єру   | Всього за кар'єру   | 101       | 5         |       | 14    | 2     |           | 3         | 0         |            | 5          | 3          | 123    | 10     |